# Bedong
Bedong – miasto w Malezji w stanie Kedah. W 2000 roku liczyło 29 661 mieszkańców.